# Ken O'Brien
Kenneth John O'Brien, Jr. (Brooklyn, 27 de noviembre de 1960) es un ex–jugador estadounidense de fútbol americano que se desempeñaba como quarterback.

## Carrera
O'Brien jugó para la Universidad de California en Davis, fue premiado como All-America en 1982 y es miembro del Salón de la Fama del Fútbol Americano Universitario desde su ingreso en 1997.

### New York Jets
Fue seleccionado por los New York Jets en el legendario Draft de 1983 conocido como la Clase de los quarterbacks de 1983, siendo el quinto del grupo y el 24 jugador de la selección global. O'Brien fue elegido en lugar de Dan Marino, lo que generó la sorpresa en los presentes y el enojo en los seguidores de los Jets.
Tuvo la tasa más baja de intercepciones en las temporadas de 1985, 1987 y 1988, fue el primer quarterback que pasó las 400 yardas (con 431) y en la temporada 1985 fue clasificado como el mejor quarterback con un puntaje de 96.2 quedando por arriba de Jim McMahon y Tony Eason; los quarterbacks que disputaron el Super Bowl XX.

### Philadelphia Eagles
Esta ampliamente considerado, que O'Brien fue un excelente quarterback y que no logró resultados debido al bajo nivel de su equipo. Los Philadelphia Eagles lo contrataron como tercer quarterback por detrás de Randall Cunningham y Bubby Brister, para la temporada 1993 de la NFL. Apareció en cuatro partidos para los Eagles y se retiró al finalizar dicha temporada.